# Александр Ильяш
Александр IV Ильяш (молд. и рум. Александру Ильяш; умер 1666) — господарь Молдавского княжества с 10 (20) сентября 1620 по октябрь 1621 и с декабря 1631 по апрель 1633 года. Господарь Валахии с сентября 1616 по май 1618 и в 1627—1629 годах. Внук молдавского господаря Александру Лэпушняну.

## Биография
В сентябре 1616 году турецкое правительство назначило Александра Ильяша новым господарем Валахии.
В 1617 году молдавский господарь Александр Ильяш участвовал в турецкой военной кампании против Речи Посполитой. В сентябре 1617 года в Сороках заключил договор о союзе с князем Трансильвании Габриелем Батори. В мае 1618 году турецкий султан отстранил от власти Александра Ильяша и вернул на валашский престол Гавриила Могилу.
В сентябре 1620 года Александр Ильяш стал господарём Молдавии после того как бояре убили предыдущего господаря Гаспара Грациани. В следующем 1621 году Александр Ильяш участвовал в неудачной кампании турецкого султана Османа против Речи Посполитой, в результате которого турецкая армия потерпела поражение в боях под Хотином. В октябре 1621 года Александр Ильяш был отстранён от престола, на который турецкое правительство возвело Стефана Томшу. В 1627—1629 годах Александр Ильяш вторично занимал валашский господарский престол. Его сменил Леон I Томша.
В декабре 1631 года Александр Ильяш был вторично назначен Портой господарем в Молдавии. Занимал должность два года. Он добился от Порты назначения, обещав уплатить харач в 40 тысяч золотых. Во время своего второго правления в Молдавии бояре заставили присягнуть им на верность. До этого молдавские бояре присягали на верность господарю. Несмотря на это, в апреле 1633 года бояре его изгнали, а господарём выбрали Мирона Барновского.